# Gösta Tönne (militär)
Erik Gösta Tönne, född den 7 januari 1914 i Göteryds församling, Kronobergs län, död den 9 november 2002 i Solna (Råsunda församling), Stockholms län, var en svensk militär.
Tönne avlade studentexamen i Halmstad 1934 och officersexamen 1938. Han blev fänrik vid Hallands regemente sistnämnda år, löjtnant där 1940 och kapten där 1946, vid generalstabskåren 1952. Tönne genomgick Krigshögskolan 1946–1948 och Försvarshögskolan 1967. Han blev major vid Militärpsykologiska institutet 1956, vid Svea livgarde 1959, och överstelöjtnant vid Västernorrlands regemente 1961, vid arméstaben 1964. Tönne befordrades till överste 1966 och var befälhavare i Karlstads försvarsområde 1966–1974. Han blev riddare av Svärdsorden 1957, kommendör av samma orden 1970 och kommendör av första klassen 1973. Tönne vilar på Solna kyrkogård.